# (882) Swetlana
(882) Swetlana es un asteroide perteneciente al cinturón de asteroides descubierto el 15 de agosto de 1917 por Grigori Nikoláievich Neúimin desde el observatorio de Simeiz en Crimea.
Se desconocen las razones del nombre.